# Ferma vedetelor (sezonul 3)

## Format
12 concurenți, repartizați în cupluri, sunt incluși de la începutul competiției, ca pe parcurs să li se mai alăture alte 3 cupluri, adică 6 concurenți. În fiecare săptămână un concurent este selectat pentru a fi fermierul săptămânii. În prima săptămână concurenții aleg fermierul, iar în celelalte săptămâni, fermierul este ales de către concurentul care este eliminat în săptămâna precedentă.

### Procesul de eliminări
Fermierul săptămânii nominalizează doi concurenți (un bărbat și o femeie) ca fiind Servitori. Ceilalți trebuie să decidă, care dintre Servitori va merge la luptă, iar persoana aleasă trebuie să decidă a doua persoană cu care se va lupta (de același sex) și tipul de luptă. Câștigătorul trebuie să câștige 2 din 3 lupte, iar cel care pierde este eliminat din concurs. În acest sezon, duelistul este ajutat de către partenerul său.

## Concurenți
(vârsta concurenților este de pe vreamea difuzării emisiunii)
| Concurent          | Vârsta | Ocupație     | Săptămâna debutului | Stare                             | Loc |
| ------------------ | ------ | ------------ | ------------------- | --------------------------------- | --- |
| Tania Popa         | 45     | Actriță      | Săptămâna 8         | CÂȘTIGĂTOARE                      | 1   |
| Cătălin Neamțu     | 36     | Actor        | Săptămâna 1         | Eliminat (Finala)                 | 2   |
| Daniel Iordachioae | 49     | Artist       | Săptămâna 1         | Eliminat (Semifinala)             | 3   |
| Grațiela Duban     | 31     | Actriță      | Săptămâna 1         | Eliminată (Săptămâna 14)          | 4   |
| Vladimir Drăghia   | 32     | Actor        | Săptămâna 8         | Eliminat (Săptămâna 14)           | 5   |
| Cosmin Natanticu   | 37     | Actor        | Săptămâna 1         | Eliminat (Săptămâna 14)           | 6   |
| Rona Hartner       | 44     | Actriță      | Săptămâna 1         | Eliminată prin vot (Săptămâna 14) | 7   |
| Dinu Maxer]        | 44     | Solist vocal | Săptămâna 8         | Eliminat (Săptămâna 13)           | 8   |
| Dragoș Moștenescu  | 50     | Liber        | Săptămâna 1         | Eliminat (Săptămâna 12)           | 9   |
| Majda Aboulumosha  | 30     | Actriță      | Săptămâna 1         | Eliminată (Săptămâna 11)          | 10  |
| Deea Maxer         | 28     | Cântareațǎ   | Săptămâna 8         | Eliminatǎ (Săptămâna 10)          | 11  |
| Cristian Mitrea    | 36     | Sportiv      | Săptămâna 5         | Eliminat (Săptămâna 9)            | 12  |
| Patrizia Paglieri  | 50     | Chef         | Săptămâna 1         | Eliminată (Săptămâna 8)           | 13  |
| DJ Wanda           | 41     | DJ           | Săptămâna 5         | Eliminată (Săptămâna 7)           | 14  |
| Narcisa Suciu      | 42     | Muzician     | Săptămâna 1         | Eliminată (Săptămâna 6)           | 15  |
| Andrei Duban       | 45     | Actor        | Săptămâna 1         | Eliminat (Săptămâna 5)            | 16  |
| Diana Dumitrescu   | 33     | Actriță      | Săptămâna 1         | Eliminată (Săptămâna 4)           | 17  |
| Francesco Paglieri | 21     | Student      | Săptămâna 1         | Eliminat (Săptămâna 2)            | 18  |

## Rezultatele săptămânii
| Fermierul săptămânii                                | Patrizia                | Majda                   | Diana                   | Grațiela                | Narcisa                 | Cristian                | Dragoș                  | Cătălin                 | Rona                    | Cosmin                  | Dinu                     | Tania                    | Vladimir                 | Daniel                                             | -                                 |                      |                      |                      |                      |
| Servitori (Nominalizați)                            | Rona și Dragoș          | Rona și Daniel          | Grațiela și Andrei      | Diana și Cosmin         | Majda și Cristian       | Rona și Cătălin         | Patrizia și Cosmin      | Patrizia și Vladimir    | Tania și Cristian       | Deea și Dinu            | Majda și Cosmin          | Grațiela și Dragoș       | Rona și Dinu             | -                                                  | -                                 |                      |                      |                      |                      |
|                                                     |                         |                         |                         |                         |                         |                         |                         |                         |                         |                         |                          |                          |                          |                                                    |                                   |                      |                      |                      |                      |
| Tania                                               | A debutat (Săptămâna 8) | A debutat (Săptămâna 8) | A debutat (Săptămâna 8) | A debutat (Săptămâna 8) | A debutat (Săptămâna 8) | A debutat (Săptămâna 8) | A debutat (Săptămâna 8) | Duelistă                | Servitoare              |                         |                          | Fermierul Săptămânii     |                          |                                                    | CÂȘTIGĂTOARE                      |                      |                      |                      |                      |
| Cătălin                                             |                         |                         |                         |                         |                         | Servitor                |                         | Fermierul Săptămânii    |                         |                         |                          |                          |                          |                                                    | Eliminat (Finala)                 |                      |                      |                      |                      |
| Daniel                                              |                         | Servitor Duelist        |                         |                         |                         |                         |                         |                         |                         |                         |                          |                          |                          | Fermierul Săptămânii                               | Al patrulea eliminat              | Al patrulea eliminat | Al patrulea eliminat | Al patrulea eliminat | Al patrulea eliminat |
| Grațiela                                            |                         |                         | Servitoare              | Fermierul Săptămânii    |                         |                         |                         |                         |                         |                         | Duelistă                 | Servitoare               |                          |                                                    | A treia eliminată                 | A treia eliminată    | A treia eliminată    | A treia eliminată    | A treia eliminată    |
| Vladimir                                            | A debutat (Săptămâna 8) | A debutat (Săptămâna 8) | A debutat (Săptămâna 8) | A debutat (Săptămâna 8) | A debutat (Săptămâna 8) | A debutat (Săptămâna 8) | A debutat (Săptămâna 8) | Servitor                |                         |                         |                          |                          | Fermierul Săptămânii     |                                                    | Al doilea eliminat                | Al doilea eliminat   | Al doilea eliminat   | Al doilea eliminat   | Al doilea eliminat   |
| Cosmin                                              |                         |                         |                         | Servitor                |                         |                         | Servitor                |                         |                         | Fermierul Săptămânii    | Servitor                 |                          | Duelist                  |                                                    | Primul eliminat                   | Primul eliminat      | Primul eliminat      | Primul eliminat      | Primul eliminat      |
|                                                     |                         |                         |                         |                         |                         |                         |                         |                         |                         |                         |                          |                          |                          |                                                    |                                   |                      |                      |                      |                      |
| Rona                                                | Servitoare Duelistă     | Servitoare              |                         |                         |                         | Servitoare Duelistă     |                         |                         | Fermierul Săptămânii    |                         |                          |                          | Servitoare               |                                                    | Eliminată prin vot (Săptămâna 14) |                      |                      |                      |                      |
| Dinu                                                | A debutat (Săptămâna 8) | A debutat (Săptămâna 8) | A debutat (Săptămâna 8) | A debutat (Săptămâna 8) | A debutat (Săptămâna 8) | A debutat (Săptămâna 8) | A debutat (Săptămâna 8) |                         | Duelist                 | Servitor                | Fermierul Săptămânii     | Duelist                  | Servitor Duelist         | Eliminat (Săptămâna 13)                            | Eliminat (Săptămâna 13)           |                      |                      |                      |                      |
| Dragoș                                              | Servitor                |                         | Duelist                 |                         |                         |                         | Fermierul Săptămânii    |                         |                         |                         |                          | Servitor Duelist         | Eliminat (Săptămâna 12)  | Eliminat (Săptămâna 12)                            | Eliminat (Săptămâna 12)           |                      |                      |                      |                      |
| Majda                                               |                         | Fermierul Săptămânii    |                         |                         | Servitoare              |                         |                         |                         |                         | Duelistă                | Servitoare Duelistă      | Eliminată (Săptămâna 11) | Eliminată (Săptămâna 11) | Eliminată (Săptămâna 11)                           | Eliminată (Săptămâna 11)          |                      |                      |                      |                      |
| Deea                                                | A debutat (Săptămâna 8) | A debutat (Săptămâna 8) | A debutat (Săptămâna 8) | A debutat (Săptămâna 8) | A debutat (Săptămâna 8) | A debutat (Săptămâna 8) | A debutat (Săptămâna 8) |                         |                         | Servitoare Duelistă     | Eliminată (Săptămâna 10) | Eliminată (Săptămâna 10) | Eliminată (Săptămâna 10) | Eliminată (Săptămâna 10)                           | Eliminată (Săptămâna 10)          |                      |                      |                      |                      |
| Cristian                                            | A debutat (Săptămâna 5) | A debutat (Săptămâna 5) | A debutat (Săptămâna 5) | A debutat (Săptămâna 5) | Servitor Duelist        | Fermierul Săptămânii    |                         |                         | Servitor Duelist        | Eliminat (Săptămâna 9)  | Eliminat (Săptămâna 9)   | Eliminat (Săptămâna 9)   | Eliminat (Săptămâna 9)   | Eliminat (Săptămâna 9)                             | Eliminat (Săptămâna 9)            |                      |                      |                      |                      |
| Patrizia                                            | Fermierul Săptămânii    |                         |                         |                         |                         |                         | Servitoare Duelistă     | Servitoare Duelistă     | Eliminată (Săptămâna 8) | Eliminată (Săptămâna 8) | Eliminată (Săptămâna 8)  | Eliminată (Săptămâna 8)  | Eliminată (Săptămâna 8)  | Eliminată (Săptămâna 8)                            | Eliminată (Săptămâna 8)           |                      |                      |                      |                      |
| Wanda                                               | A debutat (Săptămâna 5) | A debutat (Săptămâna 5) | A debutat (Săptămâna 5) | A debutat (Săptămâna 5) |                         |                         | Duelistă                | Eliminată (Săptămâna 7) | Eliminată (Săptămâna 7) | Eliminată (Săptămâna 7) | Eliminată (Săptămâna 7)  | Eliminată (Săptămâna 7)  | Eliminată (Săptămâna 7)  | Eliminată (Săptămâna 7)                            | Eliminată (Săptămâna 7)           |                      |                      |                      |                      |
| Narcisa                                             |                         |                         |                         | Duelistă                | Fermierul Săptămânii    | Duelistă                | Eliminată (Săptămâna 6) | Eliminată (Săptămâna 6) | Eliminată (Săptămâna 6) | Eliminată (Săptămâna 6) | Eliminată (Săptămâna 6)  | Eliminată (Săptămâna 6)  | Eliminată (Săptămâna 6)  | Eliminată (Săptămâna 6)                            | Eliminată (Săptămâna 6)           |                      |                      |                      |                      |
| Andrei                                              |                         |                         | Servitor Duelist        |                         | Duelist                 | Eliminat (Săptămâna 5)  | Eliminat (Săptămâna 5)  | Eliminat (Săptămâna 5)  | Eliminat (Săptămâna 5)  | Eliminat (Săptămâna 5)  | Eliminat (Săptămâna 5)   | Eliminat (Săptămâna 5)   | Eliminat (Săptămâna 5)   | Eliminat (Săptămâna 5)                             | Eliminat (Săptămâna 5)            |                      |                      |                      |                      |
| Diana                                               | Duelistă                |                         | Fermierul Săptămânii    | Servitoare Duelistă     | Eliminată (Săptămâna 4) | Eliminată (Săptămâna 4) | Eliminată (Săptămâna 4) | Eliminată (Săptămâna 4) | Eliminată (Săptămâna 4) | Eliminată (Săptămâna 4) | Eliminată (Săptămâna 4)  | Eliminată (Săptămâna 4)  | Eliminată (Săptămâna 4)  | Eliminată (Săptămâna 4)                            | Eliminată (Săptămâna 4)           |                      |                      |                      |                      |
| Francesco                                           |                         | Duelist                 | Eliminat (Săptămâna 2)  | Eliminat (Săptămâna 2)  | Eliminat (Săptămâna 2)  | Eliminat (Săptămâna 2)  | Eliminat (Săptămâna 2)  | Eliminat (Săptămâna 2)  | Eliminat (Săptămâna 2)  | Eliminat (Săptămâna 2)  | Eliminat (Săptămâna 2)   | Eliminat (Săptămâna 2)   | Eliminat (Săptămâna 2)   | Eliminat (Săptămâna 2)                             | Eliminat (Săptămâna 2)            |                      |                      |                      |                      |
|                                                     |                         |                         |                         |                         |                         |                         |                         |                         |                         |                         |                          |                          |                          |                                                    |                                   |                      |                      |                      |                      |
| Primul nominalizat (De către fermier)               | Rona                    | Daniel                  | Andrei                  | Diana                   | Cristian                | Rona                    | Patrizia                | Patrizia                | Cristian                | Deea                    | Majda                    | Dragoș                   | Dinu                     | Cosmin, Daniel, Grațiela, Tania Rona și Vladimir   | Cătălin                           |                      |                      |                      |                      |
| Al doilea nominalizat (De către primul nominalizat) | Diana                   | Francesco               | Dragoș                  | Narcisa                 | Andrei                  | Narcisa                 | Wanda                   | Tania                   | Dinu                    | Majda                   | Grațiela                 | Dinu                     | Cosmin                   | Cosmin, Daniel, Grațiela, Tania Rona și Vladimir   | Tania                             |                      |                      |                      |                      |
| Eliminat                                            | -                       | Francesco               | -                       | Diana                   | Andrei                  | Narcisa                 | Wanda                   | Patrizia                | Cristian                | Deea                    | Majda                    | Dragoș                   | Dinu                     | Rona (Prin vot) Cosmin, Vladimir, Grațiela, Daniel | Cătălin                           |                      |                      |                      |                      |

## Mersul jocului
| Săptămâna | Fermierul săptămânii | Servitori            | Primul duelist                              | Al doilea duelist                           | Eliminat                                 | Câștigător |
| --------- | -------------------- | -------------------- | ------------------------------------------- | ------------------------------------------- | ---------------------------------------- | ---------- |
| 1         | Patrizia             | Rona și Dragoș       | Rona                                        | Diana                                       | -                                        | Rona       |
| 2         | Majda                | Rona și Daniel       | Daniel                                      | Francesco                                   | Francesco                                | Daniel     |
| 3         | Diana                | Grațiela și Andrei   | Andrei                                      | Dragoș                                      | -                                        | Andrei     |
| 4         | Grațiela             | Diana și Cosmin      | Diana                                       | Narcisa                                     | Diana                                    | Narcisa    |
| 5         | Narcisa              | Majda și Cristian    | Cristian                                    | Andrei                                      | Andrei                                   | Cristian   |
| 6         | Cristian             | Rona și Cătălin      | Rona                                        | Narcisa                                     | Narcisa                                  | Rona       |
| 7         | Dragoș               | Patrizia și Cosmin   | Patrizia                                    | Wanda                                       | Wanda                                    | Patrizia   |
| 8         | Cătălin              | Patrizia și Vladimir | Patrizia                                    | Tania                                       | Patrizia                                 | Tania      |
| 9         | Rona                 | Tania și Cristian    | Cristian                                    | Dinu                                        | Cristian                                 | Dinu       |
| 10        | Cosmin               | Deea și Dinu         | Deea                                        | Majda                                       | Deea                                     | Majda      |
| 11        | Dinu                 | Majda și Cosmin      | Majda                                       | Grațiela                                    | Majda                                    | Grațiela   |
| 12        | Tania                | Grațiela și Dragoș   | Dragoș                                      | Dinu                                        | Dragoș                                   | Dinu       |
| 13        | Vladimir             | Rona și Dinu         | Dinu                                        | Cosmin                                      | Dinu                                     | Cosmin     |
| 14        | Daniel               | -                    | Cosmin, Daniel, Grațiela, Tania și Vladimir | Cosmin, Daniel, Grațiela, Tania și Vladimir | Rona, Cosmin, Vladimir, Grațiela, Daniel | Tania      |
| Finala    | -                    | -                    | Cătălin                                     | Tania                                       | Cătălin                                  | Tania      |

•Săptămâna 1
•Fermierilor săptămâni:În competiție au intrat 6 perechi de vedete care se vor lupta pentru marele premiu de 50 000 de euro:Andrei Duban și Grațiela Duban,Cosmin Natanticu și Cătălin Neamțu,Patrizia Paglieri și fiul său Francesco,Narcisa Suciu și Dragoș Moștenescu,Diana Dumitrescu și Majda Aboulumosha și Rona Hartner și Daniel Iordăchioaie.Călătoria celor 12 a început cu trenul,unde i-au întâlnit pe Paul Ipate și Octavian Strunilă,doi dintre cei mai iubiți fermieri din sezonul trecut,care au avut grijă să le dea cele mai bună sfaturi.   

## Audiențe
Rating-ul oficial luat de la ARMA (Asociația Română pentru Măsurarea Audiențelor), organizația care se ocupă de măsurarea audiențelor și a rating-ul televiziunii în România.